# ساتوشي أراي
ساتوشي أراي هو سياسي ياباني، ولد في 27 مايو 1946 في اليابان. حزبياً، نشط في الحزب الديمقراطي الياباني. وقد في الانتخابات العامة اليابانية 2017، انتخب عضو مجلس النواب من اليابان عن دائرة Hokkaido 3rd district ‏ وقد انضم خلال فترته النيابية ‏ (22 أكتوبر 2017 – ) للكتلة البرلمانية Constitutional Democratic Party of Japan (2017) ‏ وانتخب عضو مجلس النواب من اليابان عن دائرة Hokkaido proportional representation block ‏ وقد انضم خلال فترته النيابية ‏ للكتلة البرلمانية الحزب الديمقراطي الياباني.

## وصلات خارجية
- الموقع الرسمي